# Musée de la Nature et de l'Homme
Le Musée de la Nature et de l'Homme (MNH, Museo de la Naturaleza y el Hombre en espagnol), inauguré au milieu des années 1990, est un projet d'exposition qui appartient à l'« Organisme autonome des musées et centres du Cabildo de Tenerife », dont le siège est situé dans le bâtiment néoclassique à l'extérieur de l'hôpital civil de la ville de Santa Cruz de Tenerife aux îles Canaries en Espagne.

## Présentation
Il intègre le Musée Archéologique de Tenerife, l'Institut Canarien de Bioanthropologie et le Musée des Sciences Naturelles de Tenerife. Le musée est au cœur de la ville, situé dans l'ancien hôpital civil, un bâtiment qui est un exemple d'architecture néo-classique des îles Canaries, qui a été déclaré d'intérêt culturel dans la catégorie Monument en 1983.

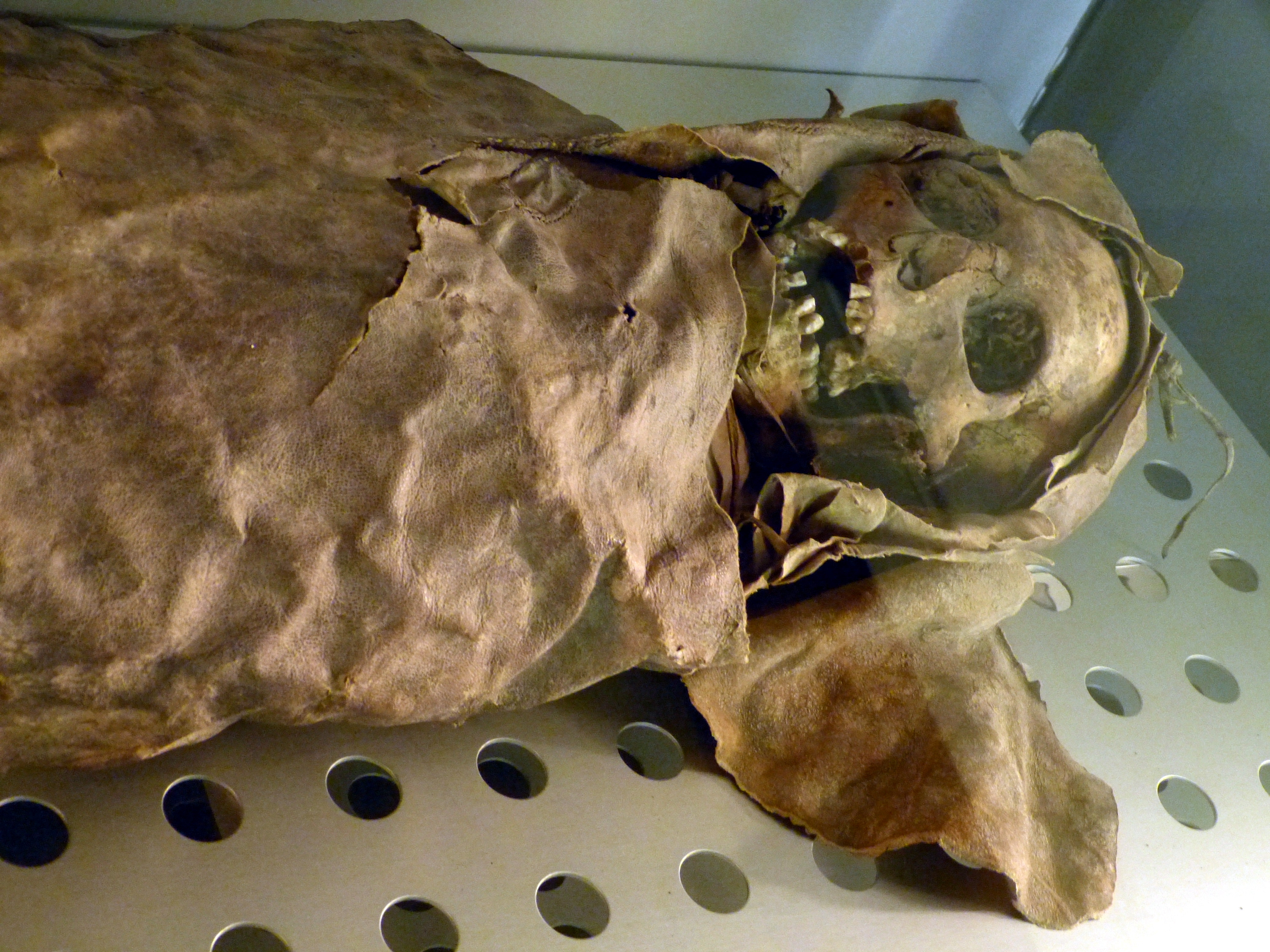
Momie guanche dans une des salles du musée.

Ce musée possède la plus grande collection existante de la culture Guanche ainsi que l'un des plus exigeants systèmes de conservation et exposition des restes humains momifiés mondiaux, comme l'a déclaré, en 2006, le Cabildo de Tenerife. Il figure parmi les musées de renommée internationale et  participe à des réunions internationales sur l'archéologie, bien que sa notoriété soit due principalement à sa formidable collection de momies guanches. Le Musée de la Nature et l'Homme est une référence mondiale en matière de conservation des momies.
Y sont conservées plus de 140 dépouilles embaumées et 12 momies complètes. Parmi elles, les plus anciennes des îles, vieilles de 17 siècles.
Les visiteurs peuvent également y voir la maison à 13 céramiques égyptiennes, dont l'une est le plus ancien objet égyptien dans un musée espagnol. Il est considéré comme le plus important musée de la Macaronésie.
Le musée possède également une grande collection de fossiles d'animaux préhistoriques qui ont habité les îles Canaries, telles que: Le lézard géant (Gallotia goliath), la rat géant (Canariomys bravoi) et tortue géante (Geochelone burchardi). Il y a aussi des fossiles d'autres animaux disparus qui vivaient ailleurs comme des fossiles de trilobites et des dents de megalodon, etc.

## Changement de nom
En novembre 2018, le Musée de la nature et de l'homme a officiellement changé de nom et est devenu le Musée de la nature et de l'archéologie, supprimant le mot « Homme » pour le rendre plus inclusif avec la société. Cependant, il est encore plus connu sous son ancien nom.